# برايان لولي
برايان لولي (بالإسبانية: Braian Lluy)‏ (25 أبريل 1989 ببيريغامنيو في الأرجنتين - ) هو لاعب كرة قدم أرجنتيني في مركز الدفاع. لعب مع نادي أستيراس تريبوليس ونادي راسينغ.

## روابط خارجية
- برايان لولي على موقع إي إس بي إن إف سي (الإنجليزية)
- برايان لولي على موقع قاعدة بيانات كرة القدم.إي يو (الإنجليزية)
- برايان لولي على موقع Soccerway.com (الإنجليزية)
- برايان لولي على موقع AS.com (الإسبانية)